# Mimmis bästa
Mimmis Bästa (Engelska: Minnie's Greatest Hits) är en tecknad film från Disney.
Denna film är en blandning av gamla favoriter och "nyinspelat" material.

## Gamla Favoriter På Denna Film
- Klondike Kid 1932 (Insnöad i bergen) (Engelska: The Klondike Kid)
- Shanghajad 1934 (Musse räddar Mimmi vid de höga sjöarna) (Engelska: Shanghaied)
- Stora Bad-Dagen 1946 (Hur man badar den envise Figaro) (Engelska: Bath Day)
- Musses Party 1939 (Mimmi bränner Musses gåva) (Engelska: Mickey's Surprise Party)